# Lucas Gomes da Silva
Lucas Gomes da Silva (29. května 1990 – 28. listopadu 2016), známý jako Lucas Gomes, byl brazilský profesionální fotbalista, který hrál jako útočník.

## Klubová kariéra
Lucas Gomes se narodil v Bragançe ve státě Pará a v roce 2010 debutoval v seniorském týmu Bragantino Clube do Pará. Poté, co hrál za kluby převážně ve svém rodném státě, podepsal 4. května 2013 smlouvu s Londrinou.
Dne 18. září 2013 odešel Lucas Gomes na hostování do týmu Sampaio Corrêa v Sérii C, se kterým postoupil. V prosinci se vrátil do Londriny, kde se objevil v týmu pro šampionát Campeonato Paranaense. 11. července 2014 přestoupil do Icasy, a to na základě dočasné smlouvy.
Lucas Gomes debutoval v profesionálním fotbale 8. srpna 2014, když nastoupil jako náhradník ve druhém poločase za Vangera při domácím vítězství 2:0 nad América-MG v Sérii B. Svůj první gól v soutěži vstřelil 12. září, vstřelil ho při domácí remíze 1:1 s Joinville, a sezónu nakonec zakončil s 22 zápasy a šesti góly.
Dne 23. prosince 2014 byl Lucas Gomes zapůjčen do Fluminense na roční hostování. Svůj debut v Sérii A si odbyl 17. května 2015, kdy nahradil Viníciuse při venkovní prohře 1:4 s Atléticem Mineiro.
První gól Lucase Gomese v nejvyšší soutěži padl 3. července 2015, při domácím vítězství 2:1 nad Santosem. Během roku se objevil v 15 ligových zápasech, ale ve všech jako náhradník. Dne 4. ledna 2016 přestoupil do dalšího ligového týmu Chapecoense poté, co souhlasil s jednoletým hostováním.

## Smrt
Dne 28. listopadu 2016, když byl ve službách klubu Chapecoense, byl Lucas Gomes mezi mrtvými při nehodě letu LaMia Airlines 2933 v kolumbijské vesnici Cerro Gordo u města La Unión v departementu Antioquia.

## Statistiky

### Klubové
| Klub                       | Sezóna            | Liga              | Liga   | Liga | Státní liga | Státní liga | Národní pohár | Národní pohár | Kontinentální | Kontinentální | Ostatní | Ostatní | Celkově | Celkově |
| Klub                       | Sezóna            | Soutěž            | Zápasy | Góly | Zápasy      | Góly        | Zápasy        | Góly          | Zápasy        | Góly          | Zápasy  | Góly    | Zápasy  | Góly    |
| -------------------------- | ----------------- | ----------------- | ------ | ---- | ----------- | ----------- | ------------- | ------------- | ------------- | ------------- | ------- | ------- | ------- | ------- |
| Bragantino-PA              | 2010              | Paraense          | —      | —    | 14          | 2           | —             | —             | —             | —             | —       | —       | 14      | 2       |
| São Raimundo-PA            | 2011              | Paraense          | —      | —    | 9           | 0           | —             | —             | —             | —             | —       | —       | 9       | 0       |
| Trem                       | 2011              | Série D           | 11     | 1    | —           | —           | —             | —             | —             | —             | —       | —       | 11      | 1       |
| Castanhal                  | 2012              | Paraense          | —      | —    | 23          | 10          | —             | —             | —             | —             | —       | —       | 23      | 10      |
| Ananindeua                 | 2012              | Paraense          | —      | —    | 8           | 3           | —             | —             | —             | —             | —       | —       | 8       | 3       |
| Tuna Luso                  | 2013              | Paraense          | —      | —    | 12          | 5           | —             | —             | —             | —             | —       | —       | 12      | 5       |
| Londrina                   | 2013              | Série D           | 8      | 3    | —           | —           | —             | —             | —             | —             | —       | —       | 8       | 3       |
| Londrina                   | 2014              | Série D           | 0      | 0    | 17          | 0           | 3             | 0             | —             | —             | —       | —       | 20      | 0       |
| Londrina                   | Celkově           | Celkově           | 8      | 3    | 17          | 0           | 3             | 0             | —             | —             | —       | —       | 28      | 3       |
| Sampaio Corrêa (hostování) | 2013              | Série C           | 10     | 3    | —           | —           | —             | —             | —             | —             | —       | —       | 10      | 3       |
| Icasa (hostování)          | 2014              | Série B           | 22     | 6    | —           | —           | —             | —             | —             | —             | 5       | 4       | 29      | 10      |
| Fluminense (hostování)     | 2015              | Série A           | 15     | 1    | 12          | 1           | 1             | 0             | —             | —             | —       | —       | 28      | 2       |
| Chapecoense (hostování)    | 2016              | Série A           | 26     | 3    | 18          | 3           | 5             | 1             | 6             | 1             | —       | —       | 55      | 8       |
| Celkově v kariéře          | Celkově v kariéře | Celkově v kariéře | 92     | 17   | 113         | 24          | 9             | 1             | 6             | 1             | 5       | 4       | 225     | 47      |

## Úspěchy
Icasa
- Copa Fares Lopes: 2014

Chapecoense
- Campeonato Catarinense: 2016
- Copa Sudamericana: 2016 (posmrtně)